# Перкі-Ляхи
Перкі-Ляхи (пол. Perki-Lachy) — село в Польщі, у гміні Соколи Високомазовецького повіту Підляського воєводства.
Населення — 57 осіб (2011).
У 1975-1998 роках село належало до Ломжинського воєводства.

## Демографія
Демографічна структура станом на 31 березня 2011 року:
|          | Загалом | Допрацездатний вік | Працездатний вік | Постпрацездатний вік |
| -------- | ------- | ------------------ | ---------------- | -------------------- |
| Чоловіки | 31      | 5                  | 23               | 3                    |
| Жінки    | 26      | 7                  | 11               | 8                    |
| Разом    | 57      | 12                 | 34               | 11                   |